# Жилинда
Жилинда (рус. Жилинда; јакутски: Дьилиндэ) село је у Олењочком рејону, на северозападу Републике Јакутије у Русији. Жилинда се налази 320 км. северно од Олењока, центра рејона.
Налази се на левој обали Анабара, која утиче у Лаптевско море. У горњем току Анабар се зове Мала Куонамка (рус. Малая Куонамка).

## Становништво
| 2002. | 2010. |
| ----- | ----- |
| 685   | 664   |